# Вилмане, Янина Яновна
Янина Яновна Вилмане (латыш. Janīna Vilmane; 29 августа 1928, Латвия — 23 ноября 2024) — советский, латышский педагог, собиратель фольклора. Народный учитель СССР (1980).

## Биография
Янина Вилмане родилась 29 августа 1928 года в деревне Айшпури (ныне Краславская волость, Краславский край, Латвия).
Училась в Саулескалнской средней школе, Даугавпилсском педагогическом и Рижском педагогических институтах.
В августе 1950 года начала работать в Аглонской средней школе. С 1952 года и до выхода на пенсию преподавала латышский язык и литературу в Варкавской средней школе Прейльского района. В течение многих лет возглавляла методическую ассоциацию учителей латышского языка и литературы Прейльского района.
Параллельно с работой педагога вместе с учениками работала по сохранению фольклорного наследия Варкавского края. Собирала устное творчество с 60-х годов XX века.
В 1978 году создала фольклорный ансамбль Варкавской средней школы, который стал первым в стране ученическим фольклорным ансамблем.
Вместе с учениками организовывала экспедиции, собирая и обобщая легенды, сказки, песни и загадки, которые можно было услышать в регионе. Собранное было обобщено в 2 книгах «Устное наследие Варкавского края». Материалы, представленные в Академию наук, послужили основанием для открытия отдельного фонда для Варкавы в Фольклорном хранилище Института литературы, фольклора и искусства.
Умерла 23 ноября 2024 года в возрасте 96 лет.

## Награды и звания
- Народный учитель СССР (1980)
- Специальный приз на международном конкурсе Люды Берзине — за самоотверженный труд в фольклоре и лингвистике
- Премия Бронислава Спулиса — за исследования культуры региона и сохранение латгальских ценностей.